# Echte Helden Arena
Die Echte Helden Arena, ursprünglich und im Sprachgebrauch auch Franz-Siegel-Halle, ist eine Eissporthalle im Stadtteil Mooswald der Stadt Freiburg im Breisgau. Sie ist die Heimat des deutschen Eishockey-Traditionsvereins EHC Freiburg aus der DEL2.

## Geschichte

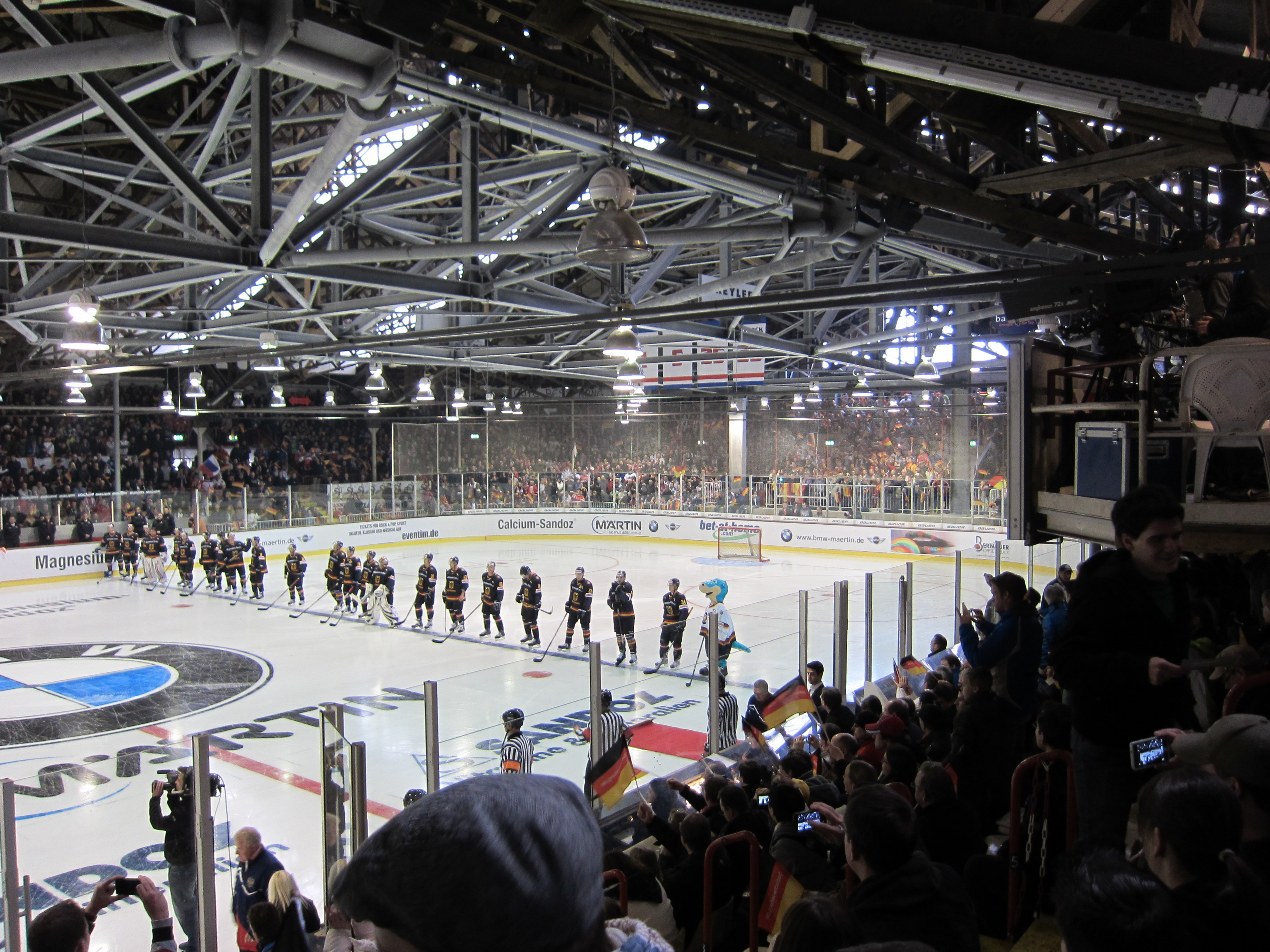
Letzter Besuch der deutschen Eishockeynationalmannschaft: Spiel gegen Russland in der Euro Hockey Challenge 2012, damals noch mit einer Zuschauerkapazität von 4000.

Die Halle war bis 2019 nach Franz Siegel benannt, dem ehemaligen Präsidenten des ERC Freiburg, unter dessen Führung sie Ende der 1960er Jahre gebaut wurde. Das Stadion war zunächst offen und wurde am 25. November 1967 in Betrieb genommen. In den 1970er Jahren wurde es überdacht.
Das Stadion fasste ursprünglich offiziell 5800 Besucher und war damit zeitweise nach der Mannheimer SAP-Arena, dem Mannheimer Eisstadion am Friedrichspark und der Schwenninger Helios Arena das viertgrößte Eishockeystadion in Baden-Württemberg. Da das Stadion stehplatzorientiert ist, waren insgesamt 4600 Stehplätze und 1200 Sitzplätze vorhanden. In den Verkauf gingen trotz der höheren Kapazität nur 5200 Karten, da es auf vielen Stehplätzen zu Sichtbehinderungen kam.
Schon mehrfach war die Halle Schauplatz von Länderspielen der deutschen Eishockeynationalmannschaft. 1994 fand hier das legendäre Freundschaftsspiel zwischen den EHC Selects, einer von den Fans gewählten Mannschaft aktueller und ehemaliger Spieler des EHC, und einer Auswahl von Spielern der US-amerikanischen Profi-Liga NHL statt. Wayne Gretzky und andere große Namen spielten hier vor ausverkauftem Haus und besiegten die EHC Selects mit 8:5.

## Namensgebung
Am 10. September 2019 wurde die sofortige Umbenennung der Franz-Siegel-Halle in Echte Helden Arena bekanntgegeben. Der Sponsor AHP Merkle, der die Namensrechte erworben hat, entschied sich zusammen mit dem Verein und der Stadt zur Umbenennung, um die Sponsoring-Initiative Echte Helden zugunsten der im Bau befindlichen Kinder- und Jugendklinik in Freiburg zu unterstützen.

## Sanierungsfall und Neubaupläne
Im März 2009 berichtete die Badische Zeitung von einem Gutachten, das die Franz-Siegel-Halle als Sanierungsfall bezeichnete. Einhergehend mit Schneemassen auf dem Hallendach drohte im Februar 2009 die Absage eines Eishockey-Zweitliga-Punktspiels. Aufgrund dieses Sachverhalts entschied man sich, die Statik und den Brandschutz durch Sanierungsmaßnahmen für schätzungsweise 2,6 Millionen Euro sicherzustellen. Da die Ausführung der Sanierungsarbeiten lediglich als Provisorium für fünf Jahre zu sehen war – bis zur Fertigstellung einer neuen Halle – wurde die Höhe der Kosten kontrovers diskutiert. Nach Aussage des damaligen Vereinschefs Wolfgang Kunkler ist die Dachkonstruktion der Halle nicht denkmalgeschützt, wie es vielfach behauptet wird.
Im Februar 2013 entschied der Freiburger Gemeinderat einen Stadionneubau für den Eissport in Freiburg. Im August 2014 wurde die Betriebsgenehmigung für die Halle für zehn Jahre verlängert. Dafür waren diverse kleinere Verbesserungen bei der Sicherheit der Halle notwendig und außerdem wurde die Gesamtkapazität der Halle auf 3500 Plätze beschränkt. Im Jahr 2022 wurde die Betriebsgenehmigung bis 2029 verlängert.
Im Jahr 2020 wurde diskutiert, wie es nach dem endgültigen Auslaufen der Betriebsgenehmigung weitergehen sollte.  Eine weitere Sanierung schloss Sport- und Finanzbürgermeister Stefan Breiter aus finanziellen Gründen aus. Nach damaligen Schätzungen würde ein Neubau mit zwei Eisflächen um die 40 Millionen Euro kosten. Das Baudezernat brachte eine Machbarkeitsstudie auf den Weg, worin auch ein Investoren- und Betreibermodell geprüft wurde. Die ergab, dass ein Neubau nicht finanzierbar sei, selbst eine kleine Lösung würde rund 45 Millionen Euro kosten.
Laut einer Prognose aus dem Jahr 2021 wurde mit Kosten in Höhe von 55 Millionen Euro bei Baubeginn im Jahr 2025 und bei Verwirklichung nur einer Eisfläche gerechnet. Für eine zweite Eisfläche wurden Kosten von weiteren 15 Millionen Euro veranschlagt. Als Standort wurde eine Fläche nördlich der Messe benannt. Hier wäre die notwendige Infrastruktur nach dem Bau des Mooswaldstadions bereits vorhanden. Genannt wurde eine Kapazität von 4.000–4.500 Zuschauern.
Nachdem sich die Finanzierung durch Stadt und Verein immer schwieriger gestaltete, wurde im Jahr 2024 an Stelle eines Neubaus eine Sanierung der bestehenden Halle in Betracht gezogen. Hierfür wurden Kosten von 35 Millionen Euro genannt.

## Anbindung
Die Halle befindet sich nahe der Haltestelle Berliner Allee der Straßenbahnlinie 4. Dort befindet sich auch eine Station des Fahrradverleihsystems Frelo.